# Gregory Corso
Gregory Nunzio Corso (ur. 26 marca 1930 w Greenwich Village w Nowym Jorku, zm. 17 stycznia 2001 w Robbinsdale) – amerykański poeta, jeden z najważniejszych przedstawicieli ruchu Beat Generation (obok Jacka Kerouaca, Allena Ginsberga i Williama S. Burroughsa).

## Życiorys
Matka Corso, urodziwszy go w wieku 16 lat, rok później opuściła rodzinę i wyjechała do Włoch. Gregory większość dzieciństwa spędził więc w sierocińcach i domach zastępczych. Kiedy miał jedenaście lat, jego ojciec ożenił się ponownie i wziął go do siebie, ale młody Gregory wciąż uciekał z domu. Został wysłany do poprawczaka, skąd również uciekał. Parę miesięcy przebywał również w nowojorskim więzieniu The Tombs za kradzież radia, a w wieku siedemnastu lat został skazany na trzy lata więzienia za kolejną kradzież, wyrok odbywał w więzieniu stanowym Clinton. Podczas pobytu w więzieniu zainteresował się literaturą i podjął pierwsze próby poetyckie. Po zwolnieniu powrócił do Nowego Jorku, gdzie w 1950 poznał w jednym z barów Greenwich Village (The Pony Stable) Allena Ginsberga, a ten z kolei zapoznał go z innymi członkami grupy beatników.
W 1952 Corso pracował dla „Los Angeles Examiner”, a później służył jako marynarz. W 1954 nieoficjalnie uczęszczał na Uniwersytet Harvarda, w tym samym roku opublikowany został jego pierwszy zbiór wierszy, The Vestal Lady on Brattle and Other Poems. Dwa lata później dołączył do Ginsberga w San Francisco, gdzie Lawrence Ferlinghetti opublikował jego kolejny tomik zatytułowany Gasoline. W 1957 wraz z Jackiem Kerouakiem i Ginsbergiem dawał niekonwencjonalne odczyty i wywiady, od tego czasu podróżował również na dużą skalę, szczególnie po Meksyku i Europie Wschodniej. Przez krótki okres wykładał w New York State University w Buffalo oraz w Naropa Institute w Boulder, Kolorado.
Corso zmarł w Minnesocie na raka prostaty w dniu 17 stycznia 2001. Został pochowany, zgodnie ze swym życzeniem, obok grobu swego ulubionego poety – romantyka Percy’ego Bysshe’a Shelleya – na Cimitero Acattolico, protestanckim cmentarzu w Rzymie. Napisał umieszczone na własnym grobie epitafium:

Spirit
is Life
It flows thru
the death of me
endlessly
like a river
unafraid
of becoming
the sea
Duch
jest życiem
które płynie
nieskończenie
przez moją śmierć
niczym rzeka
niewzruszona tym
że stała się
morzem

## Twórczość

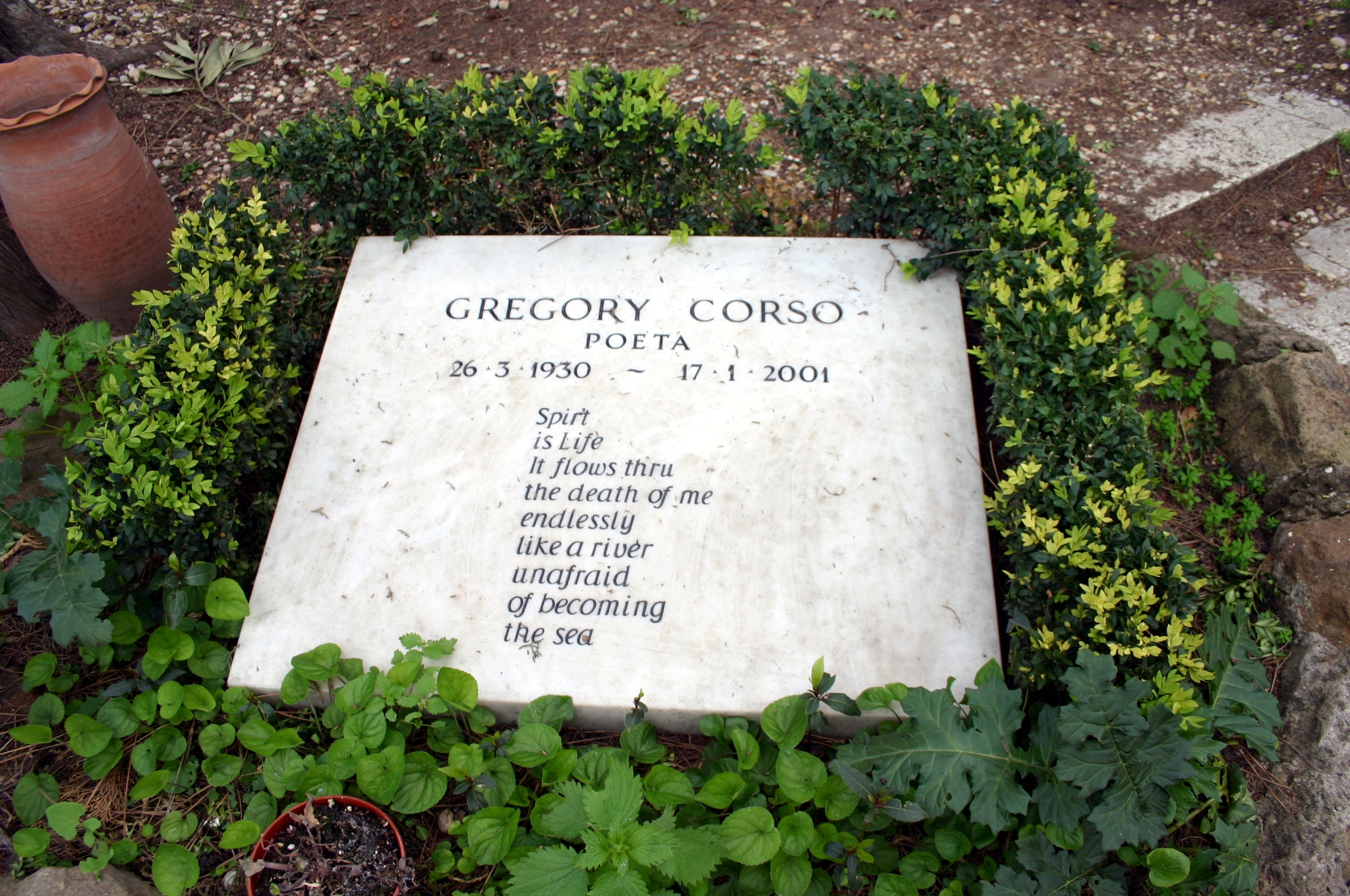
Nagrobek Corso w Rzymie

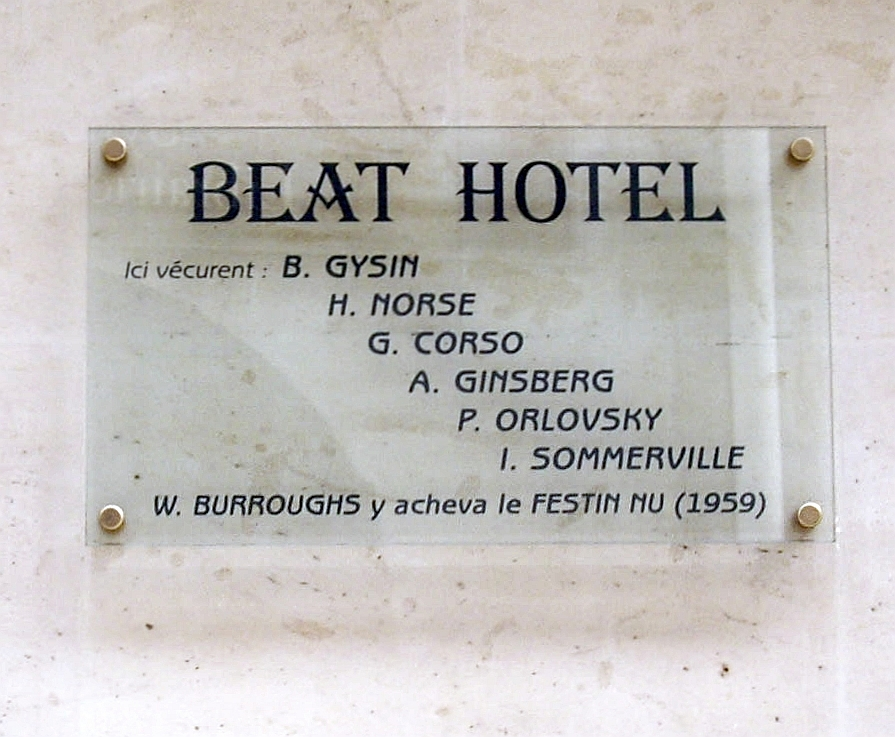
Tablica przy Rue Gît-le-Cœur w Paryżu, na cześć najsłynniejszych mieszkańców hotelu

- The Vestal Lady and Other Poems (1954)
- This Hung-Up Age (1955) (sztuka)
- Gasoline (1958)
- Bomb (1958)
- The Happy Birthday of Death (1960)
- The American Express (1961) (powieść)
- Long Live Man (1962)
- There is Yet Time to Run Back through Life and Expiate All That’s been Sadly Done (1965)
- Elegaic Feelings American (1970)
- Egyptian Cross (1971)
- Ankh (1971)
- The Night Last Night was at its Nightest (1972)
- Earth Egg (1974)
- Writings from OX (1979)
- Herald of the Autochthonic Spirit (1981)
- Mindfield: New and Selected Poems (1989)